# Berenguer de Sant Pàpol
Berenguer de Sant Pàpol, en occità Berenguièr (Aude?, s. XI - Sant Pàpol, Aude, 1093) fou un monjo benedictí de l'abadia de Sant Pàpol (Aude). És venerat com a sant per l'Església catòlica.

## Vida i veneració
Només se'n sap que fou monjo a Sant Pàpol, on era admirat per les seves virtuts. Se li atribuïen miracles en vida i en morir la seva tomba era visitada buscant-hi la seva intercessió.
Les seves restes es veneraven a l'església abacial, en 1317 transformada en catedral. Desaparegueren, però, durant la Revolució francesa. La seva festivitat és el 26 de maig, tot i que el culte que se li ret és local.